# Димитров, Илко
И́лко Димитро́в Димитро́в (23 декабря 1955, София) — болгарский поэт, юрист. Заместитель министра обороны Болгарии в 2003—2005 годах. Депутат Народного собрания Республики Болгарии 40-го созыва. Член Содружества болгарских писателей.

## Поэзия
- 1989 — «Опит за определение» (Попытка для определения), стихи;
- 1995 — «Обратен водопад» (Обратный водопад), стихи;
- 1998 — «Вселена по здрач» (Вселенная в сумерках), стихи;
- 1999 — «Паркът» (Сквер), поэма; В 1999 году поэма получила Большой приз Содружества болгарских писателей;
- 2000 — «Трите кошници» (Три корзины), стихи;
- 2007 — «Разчленяване» (Расчленение), поэма;
- 2008 — «Бяло» (Белое), избранное;
- 2009 — «Продавачът на конци» (Продавец ниток), поэма - Национальная премия имени Ивана Николова за лучшую поэтическую книгу 2009 года.
- 2011 — «4етири» (4етыре), стихи;
- 2013 — «това едно / можеш ли го», стихи;

Избранные поэтические произведения автора опубликованы в переводе на английски, сербский и др. языки.

## Другие произведения
- 1992 — «Приказки за Попо» (Сказки для Поппо), детская книга;
- 2007 — «Двамата съдружници» (Два товарища), философские эссе;
- 2010 — «Бог в Ню Йорк» (Бог в Ню Йорке), проза.